# Río Nevado
Río Nevado är ett vattendrag i Chile.   Det ligger i regionen Región de Los Lagos, i den södra delen av landet, 1 100 km söder om huvudstaden Santiago de Chile.
I omgivningarna runt Río Nevado växer i huvudsak blandskog. Trakten runt Río Nevado är nära nog obefolkad, med mindre än två invånare per kvadratkilometer.